# Diego Núñez
Para el conquistador de Chile, ver Diego Núñez de Castro.
Diego Núñez Ruiz (Málaga, 1943) es un historiador del pensamiento español.

## Trayectoria
Nació el 29 de mayo de 1943 en Málaga. Se licencia en Filosofía (1965) y en Biología (1966) en la Universidad Complutense de Madrid. Es asimismo diplomado en Sociología (1964) por el Instituto Social León XIII de Madrid, y en Historia (1967) por la École Pratique des Hautes Études de París. Ha sido discípulo de los profesores Carlos París y José Luis L. Aranguren.
En 1966, inicia su actividad docente como profesor ayudante en la Facultad de Ciencias Políticas de la Universidad Complutense bajo el patrocinio del profesor Javier Muguerza; y en 1968 entra a formar parte del departamento de Filosofía, fundado por C. París, en la recién creada Universidad Autónoma de Madrid. Es en esta universidad donde va a desarrollar toda su carrera académica, obteniendo en 1989 la cátedra de Historia del Pensamiento Español. Dirigió el Anuario del Departamento de Filosofía, desde su origen hasta su desaparición (1985-1992). 
Ha sido becario de la Fundación Alexander von Humboldt (1985-86) y del Centre Nationale de la Recherche Scientifique (1984). También ha ejercido como colaborador del Instituto “Arnau de Vilanova” del Consejo Superior de Investigaciones Científicas, dirigido por Laín Entralgo (1979-1985). Como profesor visitante, ha dado cursos en diversas universidades extranjeras, tales como las de Georgetown University (Washington, D. C., EUA), Bowling Green (Ohio, USA) o Bamberg (Alemania). 
Fue socio fundador de la Sociedad Española de Historia de las Ciencias (1977), de la que formó parte de su primera Junta directiva, y de la Asociación de Hispanismo Filosófico (1988), llegando a ser presidente de esta última y director de la Revista de Hispanismo Filosófico. En la actualidad es presidente honorario. 

## Obra
Su línea principal de investigación se ha centrado en la Ilustración, el pensamiento positivista y el regeneracionismo, tendencias a las que considera vinculadas por un hilo conductor común. También se ha ocupado de otros temas, como el pensamiento de Unamuno o Machado. Resultado de esta actividad investigadora han sido 64 artículos en revistas especializadas, 16 colaboraciones en obras colectivas y 12 libros, entre los que destacan los siguientes: 
- La mentalidad positiva en España: desarrollo y crisis. Madrid, Ed. Túcar, 1975; Madrid, Universidad Autónoma, 1986, 2ª edición.
- El darwinismo en España. Madrid, Ed. Castalia, 1978.[3]
- De la Alquimia al panteismo: Marginados españoles de los siglos XVIII y XIX (en colaboración con J. L. Peset). Madrid, Editora Nacional, 1983.
- Genealogía extremeña de Antonio Machado (en colaboración con F. T. Pérez González). Cáceres, Ed. El Brocense, 1990.
- Unamuno: Política y Filosofía. Artículos recuperados (1886-1924) (en colaboración con Pedro Ribas). Madrid, Fundación del Banco Exterior, 1992.
- Director de la Sección española del Dictionnaire du Darwinisme et de l’Évolution, dirigido por Patrick Tort, París, Presses Universitaires de France, 1996, 3 vols.
- Unamuno y el socialismo: Artículos recuperados (1886-1928) (en colaboración con P. Ribas). Granada, Ed. Comares, 1997.
- Manuel de la Revilla: Obras completas (en colaboración). Madrid, Universidad Autónoma, 2007 (aparecidos hasta ahora 3 tomos de los 7 previstos).

Consecuente con su valoración del pensamiento ilustrado y regeneracionista como modelos intelectuales dentro de nuestra Historia, se ha interesado por temas agrícolas y vinícolas, siempre desde una perspectiva cultural. Fruto de esta dedicación son libros tales como Viaje cultural por el viñedo alemán, Madrid, Vision Net, 2007; Viaje al corazón de la Borgoña vinícola, Madrid, Vision Net, 2008, y Los grandes vinos de Burdeos, Madrid, Vision Net, 2009. Estos dos últimos le han valido la concesión por parte del Gobierno francés de la condecoración de Chevalier de l’Ordre du Mérite Agricole. 
En septiembre de 2022 publicó De asuntos españoles y europeos, Visión Libros, cuya 2ª edición salió en octubre de 2023.